# Le Faillitaire
 (avril 2015).
Le Faillitaire est une enseigne française de discount de meubles, salons et literie neufs provenant de fin de séries, invendus, déstockages, liquidations, et s'adressant aux particuliers.
Le premier magasin a ouvert en février 1995 à Lorient, un réseau de franchisés s'est ensuite développé sur tout le territoire français.
De février 1995 à avril 2015, 221 sociétés ont ouvert des magasins.
Le 11 février 2015 la société « Faillitaire Expansion » (le franchiseur) est mise en liquidation judiciaire par le tribunal de commerce de Nantes.
220 points de vente ont fermé (changement d'enseigne, dissolution volontaire, liquidation judiciaire, etc.).
Au 15 octobre 2016, reste ouvert 1 seul magasin, celui de Montluçon.
Le créateur de l'enseigne a réorienté son activité en créant le site "toutendirect"